# Suraj Sharma
Suraj Sharma, född 21 mars 1993 i New Delhi, är en indisk skådespelare.
Sharma debuterade i Berättelsen om Pi (2012) som titelrollen. 2013 nominerades han till Rising Star Award.

## Filmografi i urval
- 2012 – Berättelsen om Pi
- 2014–2015 – Homeland (TV-serie)
- 2014 – Million Dollar Arm
- 2022 – How I Met Your Father (TV-serie)